# Egységbe zárás
Az objektumorientált programozásban (OOP) az egységbe zárás az adattagok összevonására utal, a rajtuk műveleteket végrehajtó metódusokkal, az objektum egyes összetevőihez való közvetlen hozzáférés korlátozásának érdekében. Az egységbe zárást egy strukturált adatobjektum értékeinek vagy állapotának elrejtésére használják egy osztályon belül, megakadályozva a kliensek közvetlen hozzájuk férését.
Nyilvánosan elérhető eljárásokat általában az osztályban biztosítanak az állapot absztrakt eléréséhez vagy módosításához. A gyakorlatban legtöbbször az úgynevezett getter és setter metódusokat biztosítanak az értékek közvetett eléréséhez, bár ez nem sérti meg az egységbe zárást, gyakran mégis potenciálisan gyenge objektumorientált programozási (OOP) tervezési gyakorlatnak tekintik. (antiminta).
Ez a mechanizmus nem egyedi az OOP-nál. Az absztrakt adattípusok, például modulok, megvalósításai az enkapszuláció hasonló formáját kínálják. A hasonlóságot a programozási nyelv szakértői magyarázták egzisztenciális típusok tekintetében.

## Jelentése
Az objektumorientált programozási nyelvekben és más kapcsolódó területeken az egységbe zárás a két kapcsolódó, de egymástól eltérő fogalom egyikére, és néha ezek kombinációjára utal: 
- Az objektum egyes alkotóelemeihez való közvetlen hozzáférés korlátozására létrehozott nyelvi mechanizmus.[6] [7]
- Nyelvi konstrukció, amely megkönnyíti az adatok összekapcsolását az ezen adatokon működő eljárásokkal (vagy más függvényekkel).[1] [8]

Egyes programnyelv-kutatók és akadémikusok az első jelentést önmagában vagy a másodikkal kombinálva használják az objektumorientált programozás megkülönböztető jellemzőjeként. Míg egyes lexikális lezárásokat biztosító programozási nyelvek az egységbe zárást az objektum-orientációra merőleges nyelv jellemzőjeként tekintik.
A második definíció azt hangsúlyozza, hogy sok objektumorientált nyelvben és más kapcsolódó területen az összetevők nincsenek automatikusan elrejtve, így felülírhatóak; így az információk elrejtését külön fogalomként definiálják azok, akik a második definíciót részesítik előnyben.
Az egységbe zárás jellemzőit osztályok segítségével támogatják a legtöbb objektumorientált nyelvben, bár más alternatívák is léteznek.

### Egységbe zárás és öröklődés
A Tervezési minták szerzői hosszasan megvitatják az öröklődés és az egységbe zárás közötti feszültséget, és kijelentik, hogy tapasztalataik szerint a fejlesztők túlságosan sokat használják az öröklődést. Azt állítják, hogy az öröklődés gyakran megtöri az egységbe zárást, mivel az öröklődés egy alosztályt hoz a szülő implementációjának részleteivel. Ahogy azt a Jojó probléma leírja, az öröklődés túlzott használata miatt az enkapszuláció túl bonyolulttá és nehezen debuggolhatóvá válhat.

## Információ elrejtése
A definíció szerint, hogy az egységbe zárás "felhasználható az adattagok és metódusok elrejtésére", azaz az objektum belső állapota általában az objektumon kívül rejtve van. Általában csak az objektum saját eljárásai képesek közvetlenül vizsgálni vagy felülírni a mezőket. Az objektum belső felépítésének elrejtése megvédi annak integritását, megakadályozva a felhasználókat abban, hogy érvénytelen vagy inkonzistens állapotba állítsák az elem belső értékeit. Az egységbe zárás feltételezett előnye, hogy csökkentheti a rendszer komplexitását, és ezáltal növeli a robusztusságot, lehetővé téve a fejlesztő számára, hogy korlátozza a szoftverkomponensek közötti kölcsönös függőségeket. 
Egyes nyelvek, mint a Smalltalk és a Ruby csak az objektum eljárásain keresztül engedik meg a hozzáférést, de a legtöbb más (pl. C++, C#, Delphi vagy Java) a programozónak bizonyos mértékű ellenőrzést kínál a rejtett elemek felett, általában olyan kulcsszavak segítségével, mint a public és a private. Az ISO C++ szabvány a protected, a private és a public jelzőt „hozzáférési specifikációnak” nevezi, és nem "rejt el semmilyen információt". Az információk elrejtése a fejlécfájlon keresztül összekapcsolt forráskód összeállított változatának elkészítésével valósul meg.
Szinte mindig van mód az ilyen védelem felülírására– általában a reflexión keresztül (Ruby, Java, C# stb.). Néha olyan mechanizmusokkal, mint a név meghívása (Python), vagy speciális kulcsszóhasználattal, mint a friend a C++-ban.

### Példák

#### Adatmezők hozzáférésének korlátozása
Az olyan nyelvek, mint a C++, C#, Java, PHP, Swift és Delphi, lehetőséget kínálnak az adatmezőkhöz való hozzáférés korlátozására.

Az alábbiakban bemutatunk egy példát C#-ban, amely bemutatja, hogyan lehet korlátozni az adatmezőhöz való hozzáférést egy private kulcsszó használatával:
```
class
 
Program

{

    
public
 
class
 
Account

    
{

        
private
 
decimal
 
accountBalance
 
=
 
500.00
m
;

        
public
 
decimal
 
CheckBalance
()

        
{

            
return
 
this
.
accountBalance
;

        
}

    
}

    
static
 
void
 
Main
()

    
{

        
Account
 
myAccount
 
=
 
new
 
Account
();

        
decimal
 
myBalance
 
=
 
myAccount
.
CheckBalance
();

        
/* This Main method can check the balance via the public

         * "CheckBalance" method provided by the "Account" class 

         * but it cannot manipulate the value of "accountBalance" */

    
}

}

```

Az alábbiakban egy példa Java-ra :
```
public
 
class
 
Employee
 
{

    
private
 
BigDecimal
 
salary
 
=
 
new
 
BigDecimal
(
50000.00
);

    

    
public
 
BigDecimal
 
getSalary
()
 
{

        
return
 
this
.
salary
;

    
}

    
public
 
static
 
void
 
main
()
 
{

        
Employee
 
e
 
=
 
new
 
Employee
();

        
BigDecimal
 
sal
 
=
 
e
.
getSalary
();

    
}

}

```

Az egységbe zárás nem objektumorientált nyelveken is lehetséges. C-ben például egy struktúra deklarálható a nyilvános API-ban a fejlécfájlon keresztül, azon függvények számára, amelyek olyan mezőket működtetnek, amelynek adattagjai nem elérhetőek az API kliensei számára, az extern kulcsszóval. 
```
// Header file "api.h"

struct
 
Entity
;
          
// Opaque structure with hidden members

// API functions that operate on 'Entity' objects

extern
 
struct
 
Entity
 
*
  
open_entity
(
int
 
id
);

extern
 
int
              
process_entity
(
struct
 
Entity
 
*
info
);

extern
 
void
             
close_entity
(
struct
 
Entity
 
*
info
);

// extern keywords here are redundant, but don't hurt.

// extern defines functions that can be called outside the current file, the default behavior even without the keyword

```

A kliensek, átlátszatlan adattípusú objektumok kiosztására, működtetésére és elosztására hívják meg az API-függvényeket. Az ilyen típusú tartalmak csak az API-függvények számára ismertek és hozzáférhetőek; az ügyfelek nem férhetnek hozzá közvetlenül a tartalmához, állapotához. Ezeknek a függvényeknek a forráskódja határozza meg a szerkezet tényleges tartalmát:
```
// Implementation file "api.c"

#include
 
"api.h"

struct
 
Entity
 
{

    
int
     
ent_id
;
         
// ID number

    
char
    
ent_name
[
20
];
   
// Name

    
...
 
and
 
other
 
members
 
...

};

// API function implementations

struct
 
Entity
 
*
 
open_entity
(
int
 
id
)

{
 
...
 
}

int
 
process_entity
(
struct
 
Entity
 
*
info
)

{
 
...
 
}

void
 
close_entity
(
struct
 
Entity
 
*
info
)

{
 
...
 
}

```

#### Névkényszerítés
Az alábbiakban bemutatunk egy példát a Pythonra, amely nem támogatja a különböző hozzáférési korlátozásokat. Azonban az a szokás, hogy egy olyan változót, amelynek neve előtt aláhúzás jel "_" található, privátnak kell tekinteni.
```
class
 
Car
:
 
    
def
 
__init__
(
self
)
 
->
 
None
:

        
self
.
_maxspeed
 
=
 
200

 
    
def
 
drive
(
self
)
 
->
 
None
:

        
print
(
f
"Maximum speed is 
{
self
.
_maxspeed
}
."
)

 

redcar
 
=
 
Car
()

redcar
.
drive
()
  
# This will print 'Maximum speed is 200.'

redcar
.
_maxspeed
 
=
 
10

redcar
.
drive
()
  
# This will print 'Maximum speed is 10.'

```

## Fordítás
Ez a szócikk részben vagy egészben  az   Encapsulation (computer programming) című angol Wikipédia-szócikk ezen változatának fordításán alapul.  Az eredeti cikk szerkesztőit annak laptörténete sorolja fel. Ez a jelzés csupán a megfogalmazás eredetét és a szerzői jogokat jelzi, nem szolgál a cikkben szereplő információk forrásmegjelöléseként.